# Heinrich von Gagern

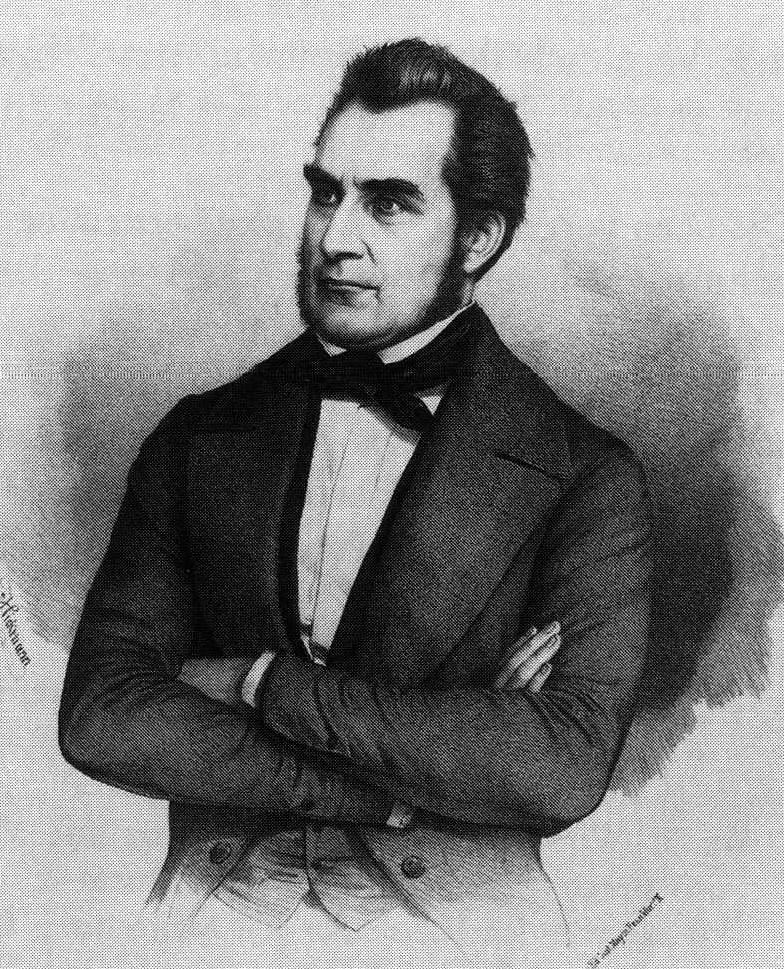
Heinrich von Gagern

Heinrich Wilhelm August Freiherr von Gagern (Bayreuth, 20 augustus 1799 - Darmstadt, 22 mei 1880) was een Duits liberaal staatsman. In 1848/49 was hij de minister-president van de eerste regering voor gehéél Duitsland, de Provisorische Zentralgewalt.
Hij werd geboren als zoon van de staatsman Hans Christoph Ernst von Gagern. Zijn oudere broer Friedrich Balduin was generaal in Nederlandse dienst, zijn jongere broer Max eveneens staatsman. Na zijn eindexamen bezocht hij te München een cadettenschool (1813-1814). In 1814 trad hij in dienst van Nassau-Weilburg, in welke hoedanigheid hij de Slag bij Waterloo meemaakte. Hij studeerde hierna rechten te Heidelberg (1816-1817) - waar hij medeoprichter van de Duitse Burschenschaft was, Göttingen (1817-1818), Jena (1818-1819) en Genève (1819).

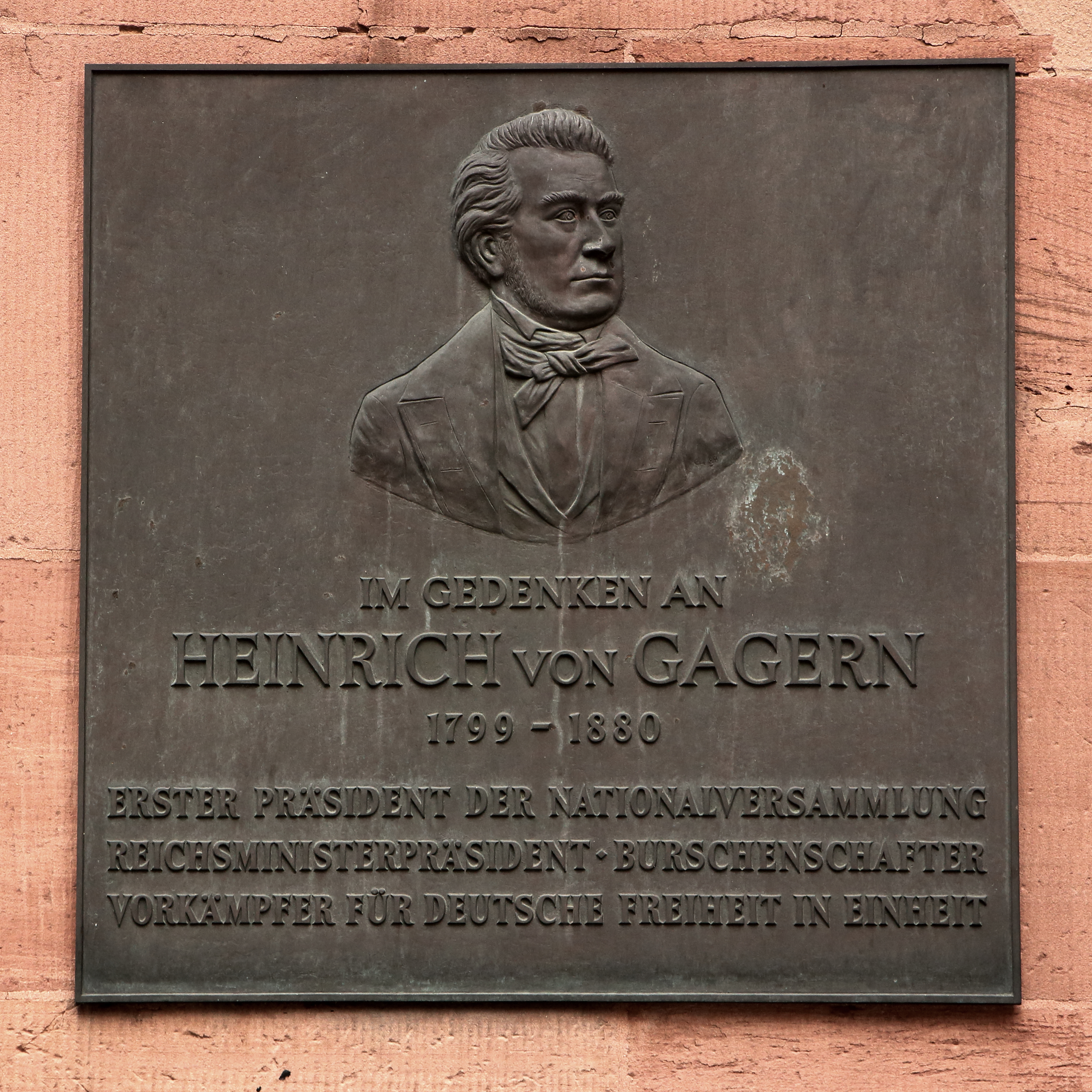
Gedenkplaat op de Paulskirche te Frankfurt: Ter nagedachtenis aan / Heinrich von Gagern / 1799-1880 / Eerste president van de Nationale Vergadering / Rijksminister-president en Burschenschafter / Voorvechter van de Duitse vrijheid in eenheid

Hij nam in 1820 dienst bij de overheid van Hessen-Darmstadt, waar hij verschillende hogere functies bekleedde, maar in 1833 vanwege zijn liberale opvattingen werd ontslagen. Door koop van onroerende goederen maakte hij zich kort hierop weer verkiesbaar en kreeg hij een zetel in de Tweede Kamer van de Landdag. Daar ontwikkelde hij zich tot de leider van de liberale oppositie in het groothertogdom Hessen.
Toen in 1848 de Maartrevolutie zich aandiende, werd Gagern tot hoofd van het nieuwe liberale ministerie benoemd. Deze post verliet hij reeds kort daarop om te Frankfurt aan het Vorparlament deel te nemen. Hij werd hierna namens Zwingenberg afgevaardigde in het Frankfurter Parlement, waar hij tot de rechts-liberale Casino-fractie behoorde. Op 19 mei 1848 verkoos men hem tot president van het parlement. Op zijn instigatie werd aartshertog Johan op 24 juni tot Reichsverweser benoemd. Sinds 17 december 1848 stond hij als Rijksminister-president aan het hoofd van de Rijksregering en was hij tevens Rijksminister van Binnen- en Buitenlandse Zaken. Nadat zijn plan van Duitsland een bondsstaat onder Pruisische leiding nauw verbonden met Oostenrijk te maken was mislukt, zette hij zich in voor de klein-Duitse oplossing onder Pruisen en het keizerschap van Frederik Willem IV. Toen deze de keizerskroon weigerde en aartshertog Johan zich meer en meer tegen het parlement keerde, trad Gagern op 10 mei 1849 af. Hij speelde hierna nog een leidende rol in het parlement van de Unie van Erfurt, maar trok zich na het mislukken daarvan op zijn landgoed terug.
Hij nam in 1850 deel aan de Eerste Duits-Deense Oorlog. In 1859 keerde hij zich van Pruisen af, dat hij verweet zijn plicht jegens Oostenrijk in de Italiaanse Oorlog te hebben verzaakt. Hij stond sinds 1862 openlijk aan Oostenrijkse en groot-Duitse zijde en liet zijn kinderen katholiek opvoeden. Van 1864 tot 1872 was hij Hessisch gezant te Wenen. Hij stierf in 1880 op tachtigjarige leeftijd.
- Bibliothèque nationale de France: cb177800407 (data)
- Gemeinsame Normdatei: 118689150
- International Standard Name Identifier: 0000 0001 1060 9758
- Nationale Bibliotheek van Israël: 987007446387605171
- Nederlandse Thesaurus van Auteursnamen: 110563468
- Réseau des bibliothèques de Suisse occidentale: 02-A011585674
- Système universitaire de documentation: 161276024
- Virtual International Authority File: 47140622
- WorldCat: E39PBJjRVw9Mvmm7fdMJMDr6rq